# 수원FM
수원FM은 대한민국의 공동체 라디오 방송국이다. 경기도 수원시 중심으로 라디오 방송을 송출하고 있다.

## 연혁
- 2023년 7월 13일 개국.